# قبقاب بريطاني
القبقاب البريطاني هو قبقاب ذو نعل خشبي من بريطانيا العظمى.